# 维莱·珀尔赫莱
维莱·珀尔赫莱（芬蘭語：Ville Pörhölä，1897年12月24日—1964年11月28日），芬兰男子田径运动员。他曾代表芬兰参加1920年、1924年、1932年和1936年夏季奥林匹克运动会田径比赛，共获得一枚金牌和一枚银牌。